# Baošići
Baošići su primorsko mjesto u Boki kotorskoj, Crna Gora.

## Zemljopisni položaj
Nalazi se na 42° 26' 33" sjeverne zemljopisne širine i 18° 37' 48" istočne zemljopisne dužine. 

## Kultura
Barokni palac i barokna kuća na posjedu Smekja.

## Poznate osobe
- Milan Sijerković, hrvatski meteorolog
- Aleksandar Ivović, crnogorski vaterpolist

## Vanjske poveznice
- http://wikii.itam.ws/index.php/Bao%C5%A1i%C4%87i  Arhivirana inačica izvorne stranice od 21. prosinca 2007. (Wayback Machine)